# Мрак филм 5
Мрак филм 5 (енгл. Scary Movie 5) је америчка филмска пародија из 2013. године. Самостални је наставак филма Мрак филм 4 и пето је и последње остварење у истоименом серијалу. Филм је режирао Малколм Д. Ли, према сценарију који су написали Пат Профт и Дејвид Закер. Једини је филм у серијалу у коме се не појављују Синди Кембел (Ана Фарис) и Бренда Микс (Реџина Хол), пошто су њихове приче закључене претходним филмом.
Премијерно је приказан 11. априла 2013. у Лос Анђелесу, док је у америчке биоскопе је пуштен 12. априла исте године. Филм пародира разне хорор филмове и популарну културу. Добио је негативне рецензије од стране критичара. Самостални наставак, Мрак филм 6, биће премијерно приказан 2026. године.

## Радња
Чарли Шин и Линдси Лохан се припремају како би направили секс снимак са преко 20 камера поред њиховог кревета. Филм се брзо премотава и приказује њих двоје како раде разне лудорије у спаваћој соби, укључујући гимнастику, јахање коња и кловнове који ускачу под чаршаве. Паранормална сила повлачи Шина у ваздух и баца га на зидове, полице и врата док поново не слети на кревет. Лоханова је уплашена па одлучује да оде кући када и она одлети у ваздух; она постаје опседнута и баца Шина према камери и убија га. У накнадном тексту се објашњава да је Шиново тело пронађено тог дана, али је он престао да се забавља све до неколико дана и да се његово троје деце води као нестало, Лоханова је поново ухапшена, а за несталу децу је додељена награда.
Неколико месеци касније, Џа'Маркус и Д'Андре шетају шумом округа Хамболт у Калифорнији у потрази за биљкама канабиса. Након што су украли једну и побегли, склањају су се у колибу у шуми. Када уђу, виде три чудна створења, за која је касније потврђено да су Шинова деца, и предају их у замену за награду. Дивља деца су смештена у изолацију у истраживачком центру за развој деце на неколико месеци док се не процене довољно добро да буду враћена под породично старатељство. Када Шинов брат, Ден Сандерс и његова супруга Џоди дођу да их покупе, речено им је да их могу добити ако пристану да остану у великој кући средње класе у предграђу, опремљеној сигурносним камерама. Џоди у почетку нерадо води децу, али се убрзо прилагођава чињеници да их има. Џоди одлази на аудицију за балетску представу Лабудово језеро и добија главну улогу као Краљица лабудова.
У међувремену, стални образац бизарних паранормалних активности у њиховом новом дому тера их да даље истражују. Од деце на крају сазнају да је напад на њихов дом извршила „Мама”, мајка деце, која је под проклетством и покушава да их врати како би жртвовала себе и децу. Марија, собарица и домаћица, уплашена је и почиње да експериментише са разним ритуалима, католичким и другим, како би одагнала зле духове у кући. Током дана, Ден је фрустриран скромним напретком својих испитаника у установи за истраживање интелигенције примата; иронично, Ден није довољно бистар да схвати да је један од шимпанзи, Цезар, сада заправо много паметнији од њега. Једне ноћи, усисивач за базен позива друге на забаву. Ујутро, Марија види неред у базену и ради још ритуала, због чега је Ден отпусти. Пошто Ден не разуме њен шпански, започињу свађу која их води у лабораторију и због које сви мајмуни буду пуштени.
Џоди и Ден, уз помоћ Џодине блиске пријатељице Кендре Брукс, коју је Џоди упознала на часу балета, морају брзо да пронађу начин да скину клетву и спасу своју породицу. Успут траже помоћ видовњака Блејна Фулде, за кога се испостави да је потпуни преварант, и екстрактора снова по имену Дом Колб, који им помаже да схвате да решење њихових проблема лежи у мистериозној Књизи зла. Међутим, Џоди и Кендра не виде за шта је књига способна, несвесни да четири пријатеља непрестано постају опседнути и оживљавају у колиби. Оне праве пустош када неко од њих две прочита два одломка књиге; један који ослобађа демоне, „горт клаату барада никто”, а други који их повраћа од опседнутости. Када „Мама” одведе децу на литицу да их жртвује, Џоди не успева да скине клетву књигом, али успева да закуца злог духа у Џа'Маркусов и Д'Андреов базен у којем се налази жива ајкула, која је потом прождире.
Схвативши да је љубав према усвојеној деци све што јој је потребно у животу, Џоди поклања улогу Лабудове краљице Кендри, која игра у стилу стриптизете. Публика која укључује Џоди, Дена, децу, Кендрину породицу и Мадеу снажно аплаудира наступу. Открива се да је наратор приче Цезар, који затим обавештава публику да људи треба да уживају у времену које имају на Земљи и каже да ће мајмуни једног дана преузети свет.
У сцени после одјавне шпице, Шин се буди, а Дом Колб седи поред њега, чиме се открива цео филм је био сан. Након што Колб каже да ће Шин спавати са Лохановом, у собу се залеће аутомобил, убивши Шина. Лоханова је откривена као возач; она излази из аута, каже Колбу: „Ти си возио”, и баци му кључеве, окривљујући за несрећу њега.

## Улоге
| Глумац         | Улога         |
| -------------- | ------------- |
| Ешли Тисдејл   | Џоди Сандерс  |
| Сајмон Рекс    | Ден Сандерс   |
| Ерика Еш       | Кендра Брукс  |
| Лидија Порто   | Марија        |
| Катрина Боуден | Натали        |
| Тери Круз      | Мартин        |
| Џасмин Гај     | госпођа Брукс |
| Дарел Хамонд   | др Хал        |
| Моли Шенон     | Хедер Дарси   |
| Снуп Дог       | Џа'Маркус     |
| Мак Милер      | Д'Андре       |
| Тајлер Поузи   | Дејвид        |
| Чарли Шин      | самог себе    |
| Линдси Лохан   | саму себе     |

## Пародије
У филму су пародирани филмови:
- Паранормална активност
- Црни лабуд
- Мама
- Планета мајмуна: Почетак
- Почетак

## Пријем
Филм је лоше оцењен од стране критичара, а многи га сматрају најгорим филмом у серијалу. Сајт Rotten Tomatoes му је дао рејтинг 4%, и просечну оцену 2,29/10. Зарадио је 78,4 милиона долара широм света, што га чини најмање успешним филмом у франшизи.